# Sopa de Cabra
Sopa de Cabra é um grupo espanhol de rock formado na província catalã de Gerona, ativo desde 1986 a 2001, 2011 e desde 2015 que interpretan seus temas principalmente em catalão e também em castelhano. O nome provém de uma adaptação do disco Goats Head Soup dos Rolling Stones e suas canções mais populares são «L'Empordà», «El far del Sud», «Camins», «Podré tornar enrere» ou «El boig de la ciutat».
Em 2011 anunciaram seu retorno, por ocasião de uma turnê dedicada aos fãs, depois de dez anos longe do palco como um grupo musical e em 2020 eles apresentam seu último álbum «La gran onada».

## História do grupo

### Começos
Os membros do grupo vieram de Copacabana, banda formada por Josep Maria Thió e Joan Rufí junto com outros colegas de escola em 1979, e Ninyin's Mine Workers Union Band integrado por Joan "Ninyin" Cardona e Francesc "Cuco" Lisicic.
Em 1986, Joan "Ninyin" Cardona, Francesc "Cuco" Lisicic, Josep Maria Thió, Gerard Quintana e Josep Bosch formam o grupo Sopa de Cabra.

### Sopa de Cabra
Depois de vários anos de concertos, o primeiro deles no salão C'iam Ajn, e vender 9.000 cópias de sua primeira demo na feira de Gerona, gravaram seu primeiro álbum Sopa de Cabra em 1989 que inclui uma das canções mais populares do rock catalão, «L'Empordà».

### La Roda
No ano de 1990, editam seu segundo álbum La Roda, produzido pelo guitarrista Marc Grau (produtor de vários grupos de rock em catalão, ya fallecido) e que alcançou o disco de ouro. Em 6 de outubro de 1990 abriram o show para Tina Turner e El Último de la Fila no Estádio Olímpico Lluís Companys, por ocasião de um concerto a favor de organizações ambientais e de defesa dos direitos humanos, incluindo o Greenpeace e a Amnesty International.

### Ben endins
Em 1991 gravam seu primeiro álbum ao vivo Ben endins na Sala Zeleste (atual Razzmatazz) de Barcelona e seu single «Si et quedes amb mi» entra na lista dos 40 Principales. Mais tarde, eles se apresentaram em um show massivo no Palau Sant Jordi junto com Sangtraït, Els Pets e Sau, alcançando o recorde europeu de público em um local fechado com 22.104 pessoas na platéia.

### Girona 83-87. Somnis de carrer
Em 1992  gravam uma compilação de antigas canções, Girona 83-87. Somnis de carrer, atuam como banda de abertura para Joe Cocker em uma turnê pela Espanha e deixam a gravadora Salseta Discos para assinar pela multinacional BMG-Ariola.

### Mundo infierno
Com este último gravam o seu único álbum totalmente em castelhano, intitulado Mundo infierno, um trabalho escuro e introspectivo. As vendas não foram como as dos álbuns anteriores, embora tenham atingido 30.000 cópias vendidas na Espanha.

### Al·lucinosi
Em 1994 voltam às suas origens publicando seu sexto álbum, Al·lucinosi, que foi gravado em uma casa de campo en Montfullà, e atuam como banda de abertura para Primal Scream e Red Hot Chili Peppers na praça de Las Ventas em Madrid.

### Sss...
Em 1996 lançam Sss... produzido por Josep Thió e Julio Lobos. Depois deste lançamento, e sem maiores obrigações para com a BMG-Ariola, são contratados pela gravadora Global Music.
Canções:
1. Si Cadascu
2. Ei nois
3. Hores bruixes
4. Ball de buidors
5. 2ºº dona'm r'n'r
6. Fullaraca
7. Aixi ets tu
8. Brilla
9. Naixent cada mati
10. Mentre el mon es mou
11. Polsims
12. De poc a molt
13. M'enganxo
14. Ahora o nunca
15. Passant de llarg
16. Exilis
17. Cau de llops

### La nit dels anys
Em 1997 lançam no mercado seu segundo álbum ao vivo, gravado na sala L'Espai e intitulado La nit dels anys tocando, junto com Gossos, Lídia Pujol e Silvia Comes, canções próprias e covers de Jaume Sisa, Pau Riba e Bob Dylan em formato acústico. A turnê de apresentação desse álbum os leva a tocar no Palácio da Música Catalã em 1 de abril de 1998.

### Nou
1998 é também o ano de nascimento de seu nono álbum, chamado  Nou , cujo single é inspirado no filme "El faro" de Eduardo Mignogna e interpretada por Íngrid Rubio. En abril del siguiente año, 1999, consiguen el disco de oro por las ventas de su último disco. En el año 2000 reciben un disco de platino por "Ben endins" y, a finales de ese año, se anuncia la disolución de la banda para el siguiente año.

### Plou i fa sol
Em 2001, publicam Plou i fa Sol com uma turnê de despedida pela Catalunha, Comunidade Valenciana e Ilhas Baleares. Bona nit, malparits (frase de boas-vindas de "Ben endins") vem à tona em 2002, com a gravação dos 2 últimos shows do grupo oferecidos em Razzmatazz, em memória de Joan "Ninyin" Cardona e Joan Trayter.

### El llarg viatge
O álbum El llarg viatge, surgiu de um concerto acústico realizado em 2001 onde tocou algumas das suas canções mais emblemáticas como «Mala sang», «Camins» ou «Cau el Sol».

### Cercles
Em 2015, lançam seu primeiro álbum com músicas novas desde que se separaram. Seu título «Cercles» representa os círculos vividos e os que virão. Músicas íntimas, reflexivas e esperançosas como emitem seus singles «Cercles» ou «Sense Treva». Todas as canções são compostas por Josep Thió com as letras escritas por Gerard Quintana.

### La Gran Onada
A apresentação do décimo álbum de estúdio da banda estava prevista para 14 de março de 2020, mas a crise da pandemia do Covid-19 atrasou seu lançamento, sendo efetiva em 5 de julho. O novo álbum contém dez canções e aproxima o público de canções com um forte sotaque indie pop.

## Dissolução do Sopa de Cabra
Após a dissolução do grupo, Gerard Quintana decidiu iniciar uma carreira solo, Francesc "Cuco" Lisicic,  Jaume Soler "Peck" e Josep Bosch junta-se à banda Kabul Baba e Josep Thió torna-se solista e produtor musical.

### Podré tornar enrere. El tribut a Sopa de Cabra
Em 2006 vários artistas, entre eles Amaral, Enrique Bunbury, Ojos de Brujo e Beth, realizam Podré tornar enrere. El tribut a Sopa de Cabra, um trabalho em que fazem cover de canções do grupo.

## Reunião da banda
Em 2 de março de 2011, Sopa de Cabra anunciou que ofereceria um show em 9 de setembro de 2011 no Palau Sant Jordi de Barcelona. Como os ingressos para este show esgotaram em 6 horas, o grupo agendou mais dois shows para 10 e 11 de setembro no mesmo palco. Após esses shows, eles se apresentaram em 17 de setembro em Palma de Maiorca, em 24 de setembro em Tarragona e em 30 de setembro e 1 Outubro em Gerona. Após esses shows, cada integrante do grupo retornou às suas respectivas carreiras musicais.
Em novembro de 2015 eles lançaram um novo álbum «Cercles» com canções inéditas, depois de dar um show surpresa no telhado do escritório de turismo de Gerona e anunciar seu retorno ao palco como  'Sopa de Cabra' . Desde então, o grupo segue ativo.

## Discografia

### Álbuns
- Sopa de Cabra (Salseta Discos, 1989)
- La Roda (Salseta Discos, 1990)
- Ben endins (Salseta Discos, 1991)
- Girona 83-87. Somnis de carrer (Salseta Discos, 1992)
- Mundo infierno (BMG-Ariola, 1993)
- Al·lucinosi (BMG-Ariola, 1994)
- Sss... (BMG-Ariola, 1996)
- La nit dels anys (Música Global, 1997)
- Nou (Música Global, 1998)
- Dies de carretera (Salseta Discos, 2000)
- Plou i fa Sol (Música Global, 2001)
- Bona nit, malparits (Música Global, 2002)
- El llarg viatge (Música Global, 2003)
- Podré tornar enrera. El tribut a Sopa de Cabra (Música Global, 2006)
- El Retorn. Palau Sant Jordi 09/09/2011 (Warner - Música Global, 2011)
- Cercles (2015)
- La gran onada (2020)

### Singles
- Hores bruixes (BMG-Ariola, 1996). Single promocional do álbum "Sss..."

### Colaborações
- 900 300 100 (Salseta Discos, 1991). Álbum de caridade dedicado a crianças abusadas. Gerard Quintana participa com a música «Perquè em feu callar».
- Com un huracà (Discmedi, 1996). Álbum de homenagem a Neil Young, com a música «Resistint en el món lliure».
- Concert homenatge a Carles Sabater (Blanco y Negro Music S.A., 2000). Tocam uma versão, junto com Dani Nel·lo, da música «Si un día he de tornar», do grupo Sau.

## Prêmios
- Prêmio Nacional de Música da Catalunha no ano 1990 como melhor grupo de rock.[15]
- Prêmio Altaveu em 1990 como o primeiro grupo de grande projeção popular de rock no idioma catalão.[16]
- Premios de la Música 99 (SGAE-AIE) pela canção «Cau el sol» como o melhor tema em catalão do ano de 1998.[17]